# DF-25 (ミサイル)
DF-25（中: 東風-25、Dong-Feng-25）は、中華人民共和国の準中距離弾道ミサイル（MRBM）。TEL車両による移動式発射台を用いた二段式弾道ミサイルであり、推定射程は1,700-3,000km。通常弾頭を搭載し、固体燃料ロケットを使用している。
情報が少ないため開発配備状況には不明な点が多く、1990年代に開発が行われて、少なくとも1996年には一時開発中止となっている。その後の状況は不明確であり、アメリカ合衆国政府の報告書「中国の軍事力2009」にも記載されていない。